# Engl (Unternehmen)
Das deutsche Unternehmen Engl Gerätebau GmbH stellt Gitarrenverstärker in Vollröhrentechnologie her. Das von Edmund Engl um 1983 gegründete und geführte Kleinunternehmen hat seinen Sitz in Tittmoning. Auf der Musikmesse Frankfurt 1984 stellte Engl einen programmierbaren Verstärker vor, welcher viel Aufmerksamkeit erlangte, aber bereits 1987 wieder eingestellt wurde. 1985 wurde mit dem Straight dagegen ein eher klassisch aufgebautes 100-W-Röhren-Topteil mit umfangreichen Schaltmöglichkeiten vorgestellt. Engl folgte diesem Weg der Röhrentechnik dann erfolgreich weiter mit seinen folgenden Modellen, zum Beispiel dem Savage (1993) und Powerball (2002).

## Produkte und Stilrichtung
Weite Verbreitung finden Engl-Verstärker vor allem im Rock- und Heavy-Metal-Bereich aufgrund des sehr durchsetzungsfähigen und prägnanten Zerrsounds einiger Baureihen wie dem Ritchie-Blackmore-Signaturetop, Savage, Invader, Powerball oder Fireball.
Das Unternehmen unterhält einen Showroom in Hollywood, Los Angeles.

## Eingestellte Verstärkermodelle (Auswahl)

### Straight (1985)
Der Straight ist ein Verstärker mit zwei Kanälen und drei Soundmodi (Clean und Lead, auf Crunch umschaltbar) und vielen Schaltoptionen für die rockigen Töne seiner Zeit. Es gab ihn als 100-Watt- und 50-Watt-Topteil (E502 und E402) oder 1-x-12”-Combo (E501 und E401). Von allen vier gab es eine Spezialversion, bei der der Reverb per Fußschalter steuerbar ist (E504, E404, E503 und E403).
Der Clean-Kanal hat Regler für Gain und EQ (Bass, Middle, Treble) und Schalter für Gain Boost, Frequence Shift, Bright Shift und Treble Shift. Der Lead-Kanal kommt mit Reglern für Gain und Volume sowie EQ und Schaltern für Lead Boost, Mid Shift, Bright und Bypass der Klangregelung. Der Lead Boost sorgt für mehr Gain und auch mehr Bass und Mitten, ohne ihn produziert der Verstärker wenig Bass.
Der Straight verwendet fünf ECC83- sowie vier 6L6GC- beziehungsweise vier EL34-Endstufen-Verstärkerröhren.

### Jive E601
Der Jive ist ein 30 Watt starker 1 × 12”-Combo (Celestion G12L-35) und in Ausstattung und Optik der kleine Bruder des Straight. Er hat zwei Kanäle (Clean, Lead), die sich eine gemeinsame Klangregelung (Bass, Middle, Treble) teilen. Daneben gibt es Regler für Clean Volume, Leaddrive, Clean Master, Lead Master und Reverb für die Stärke des eingebauten Federhalls. Außerdem gibt es Schalter für Gain Boost, Mid Boost, Bright, Presence und Bypass der Klangregelung. Außerdem gibt es einen FX-Loop.
Der Jive verwendet vier ECC83- und zwei KT77-Röhren.

### Savage E610 (1993)
Der Savage war das erste der großen Mehrkanal-Topteile, für die Engl inzwischen bekannt ist. Er hat 120 Watt Leistung und ist als vielseitiger Rock-Amp ausgelegt.
Die vier Kanäle (Clean, Crunch I, Crunch II, Lead) sind in zwei Gruppen eingeteilt: Jeder Kanal hat einen eigenen Gain- und Volume-Regler, Clean und Crunch I haben einen gemeinsamen EQ (Bass, Middle, Treble), Crunch II und Lead ebenso, zusätzlich noch einen Hi-Balance-Regler. Dazu gibt es zwei Master- und zwei Presence-Regler, die auch per Fußschalter bedienbar sind. Es sind zwei FX-Loops und MIDI In bzw. Out vorhanden.
Der Savage verwendet fünf ECC83- und zwei 6550-Röhren. Das Topteil wiegt 19 kg und hat die Maße 71 × 27 × 27 cm (B × H × T).
Dieses Modell wurde 2019 vom nur leicht überarbeiteten Savage Mk II abgelöst, welcher alle Schaltfunktionen per MIDI und ein eingebautes Noisegate bietet.

### Sovereign E365 (1995)
Der Sovereign ist ein umfangreich ausgestatteter 100-Watt-Comboverstärker, der als 1 × 12” oder 2 × 12” mit Celestion-Vintage-30-Lautsprechern hergestellt wurde. Er hat vier Kanäle die in zwei Gruppen angeordnet sind: Clean- und Crunch-Kanal teilen sich Bass- und Middle-Regler, haben aber jeweils eigene Regler für Gain, Treble und Volume. Lead-1- und Lead-2-Kanal teilen sich Bass-, Middle-, Treble- und Presence-Regler, haben aber jeweils eigene Regler für Gain und Volume.
Der Verstärker hat zwei Master-Volumes und einen eingebauten Hall mit zwei getrennten Reglern für die zwei Kanalgruppen auf der Rückseite. Weiterhin gibt es an der Rückseite einen MIDI In und Out, Balanced Line-Out vom Preamp oder Poweramp mit Level-Regler und Groundlift, zwei FX-Loop jeweils mit Balance-Regler und ein Noise Gate mit einstellbarem Threshold.
Der Sovereign verwendet vier ECC83- und vier-6L6-Röhren. Als 1 × 12” wiegt der Sovereign 24 kg und hat die Maße 57,5 × 48 × 27 cm (B × H × T), der 2 × 12” kommt auf 38 kg bei 70 × 48 × 27 cm.

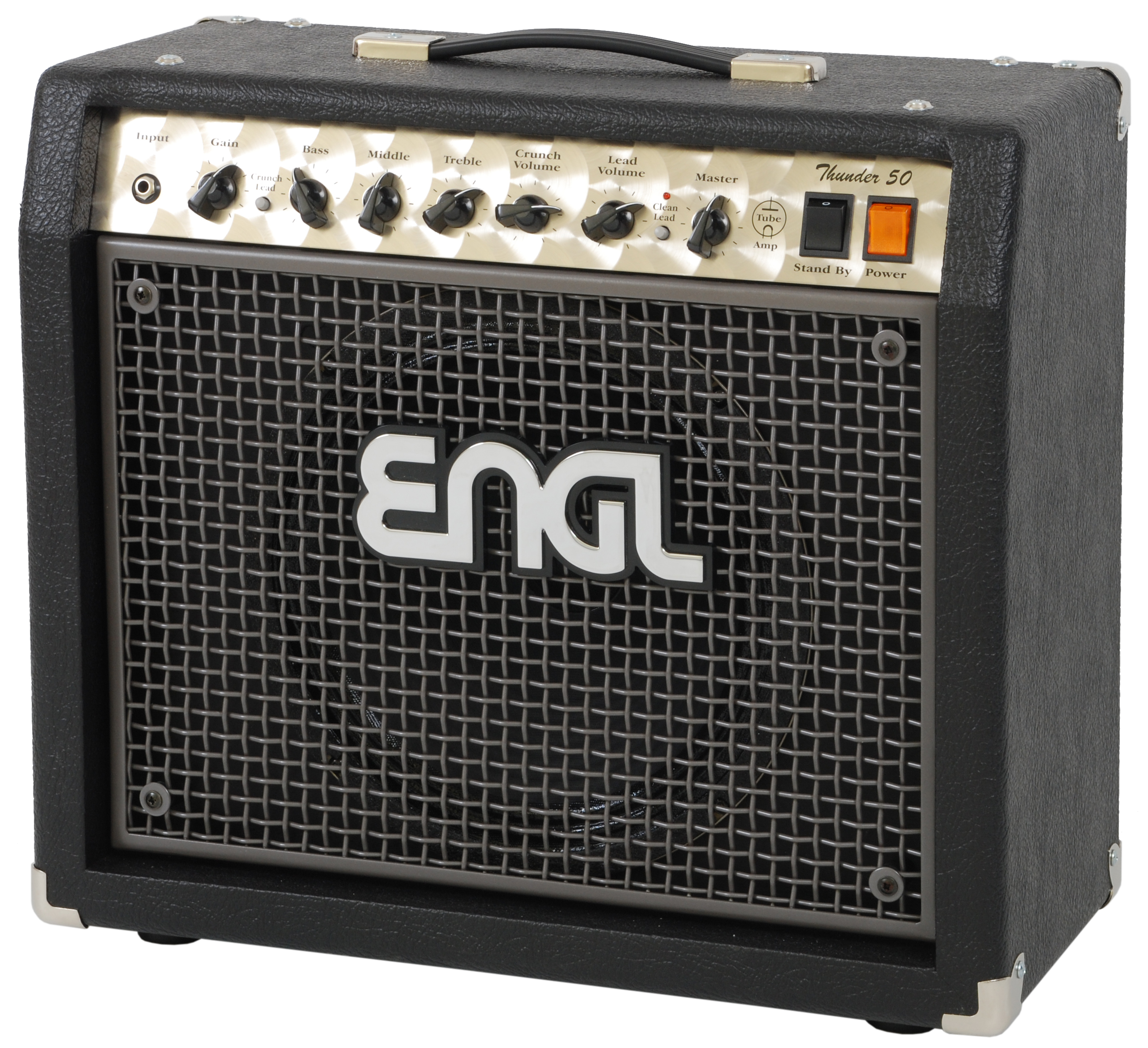
Engl Thunder E322 50 W Combo

### Thunder E322 (2001)
Der Thunder ist ein 50-Watt-Combo (1 × 12”) oder kompaktes Topteil mit drei Kanälen (Clean, Crunch, Lead). Die drei Kanäle haben unterschiedlich starke Verzerrungen, die sich aber nicht individuell regeln lassen, da sie sich den Regler für Gain und den EQ (Bass, Middle, Treble) teilen. Zusätzlich gibt es Regler für Crunch Volume, Lead Volume und Master Volume. Das Clean Volume ist damit praktisch die Referenzgröße, die anderen beiden Kanäle lassen sich in der Lautstärke daran anpassen.
Der Fußschalter mit zwei Schaltern dienen zur Umschaltung zwischen Clean und Overdrive (mit Lead beschriftet) bzw. Crunch und Lead, was somit drei Kanälen entspricht. Ein FX-Loop ist vorhanden und bietet einen Balance-Regler, mit dem der Effektanteil geregelt werden kann, damit lässt sich das FX-Loop seriell oder parallel betreiben.
Der Thunder verwendet vier ECC83- und zwei 6L6-Röhren. Als Topteil wiegt der Thunder 14 kg und hat die Maße 52,5 × 25 × 25 cm, der 1 × 12” Combo kommt auf 22 kg bei 45 cm Höhe.

### Raider E344 (2008)
Der Raider ist ein 100-Watt-1 × 12”-Combo mit zwei Kanälen. Jeder Kanal verfügt über eigene Regler für Gain, Bass, Middle, Treble, Reverb (für den eingebauten Federhall) und Volume. Gemeinsam für beide Kanäle sind die Regler für Presence, Depth Punch und zwei Master. Die Möglichkeiten werden durch einen Hi-Gain-Schalter erweitert, der aus den zwei Kanälen vier unterschiedliche Verzerrungen erzeugt. Weiterhin gibt es einen Mid-Boost, zwei Bright-Schalter, zwei FX-Loops und ein eingebautes Noise Gate mit Threshold-Regler auf der Rückseite.
Der Raider verwendet vier ECC83- und vier 5881-Röhren. Er wiegt 28,3 kg und hat die Maße 58 × 49 × 27 cm.

## Aktuelle Verstärkermodelle

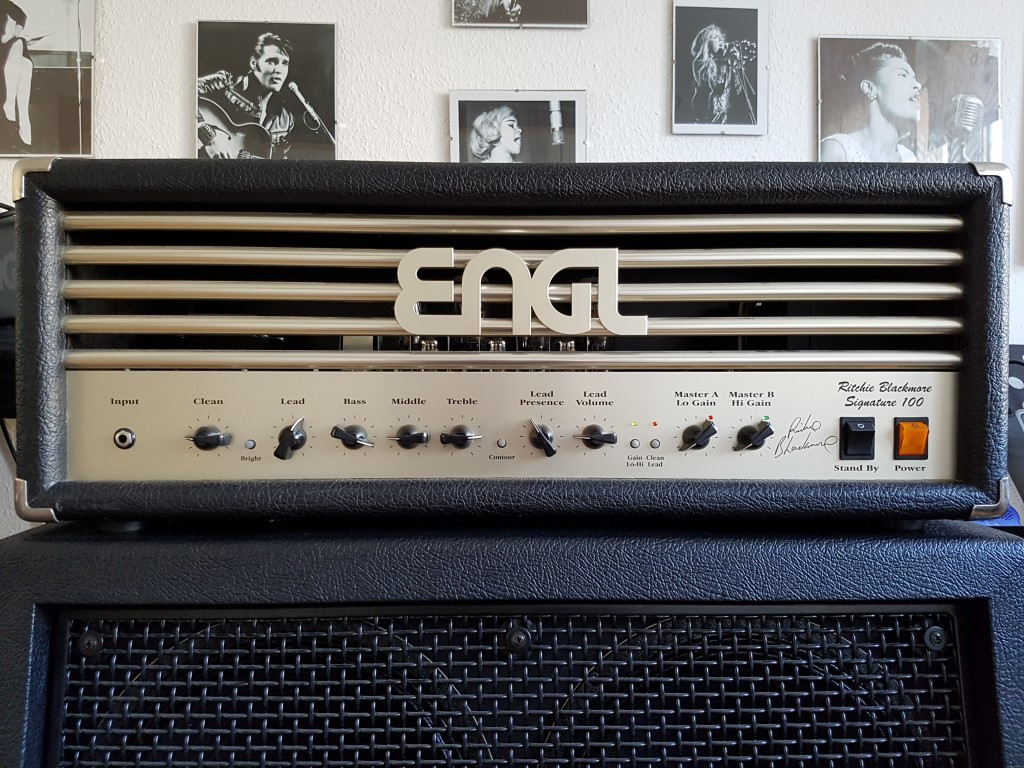
Engl Ritchie Blackmore Signature E650

### Große Topteile
- Artist Edition E651 (100 Watt), E653 (50 Watt)
- Fireball E635 (100 Watt)
- Invader 2 E642/2 (100 Watt)
- Marty Friedman “Inferno” Signature E766 (100 Watt)
- Powerball 2 E645/2 (100 Watt)
- Retro Tube E765 (100 Watt), E762 (50 Watt)
- Ritchie Blackmore Signature E650 (100 Watt)
- Savage Mark II E610/2 (120 Watt), E630/2 (60 Watt)
- Steve Morse Signature E656 (100 Watt)
- Victor Smolski Signature E646 (100 Watt)[6]

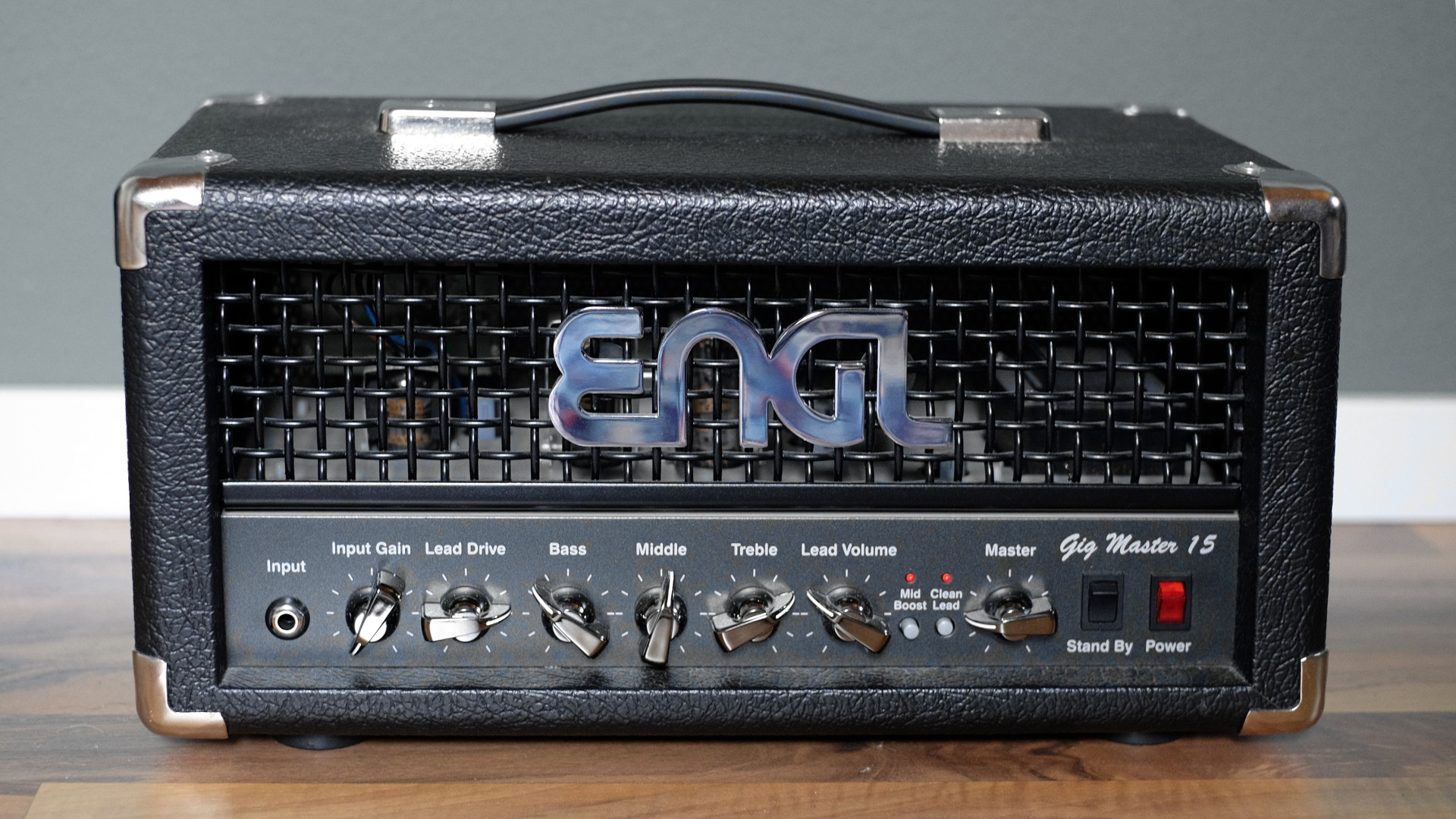
Gigmaster-E315-Topteil

### Kleine Topteile und Combos
- Fireball 25 E633 (25 Watt)[7]
- Gigmaster E305 (30 Watt), E315 (15 Watt)[8]
- Ironball E606 (20 Watt)[9]
- Ironball Special Edition E606SE (20 Watt)[10][11]
- Metalmaster E319 (40 Watt),[12] E309 (20 Watt)[13][14]
- Rockmaster E317 (40 Watt),[15] E307 (20 Watt)[16]
- Screamer 2 E335 (50 Watt)[17]

## Endorser
Zu den Gitarristen und Bands, die Engl-Verstärker nutzen, gehören unter anderen Ritchie Blackmore (Deep Purple, Rainbow und Blackmore’s Night), Chris Broderick (Jag Panzer, Nevermore, Megadeth), die Scorpions, Phil Campbell (Motörhead), Symphony X, Steve Morse (Deep Purple und andere Bands), Victor Smolski, Hammerfall, Nocturnal Rites, Dimmu Borgir, Paul Landers (Rammstein), Andreas von Holst (Die Toten Hosen) sowie Alexi Laiho, Roope Latvala (Children of Bodom) und Steve Hackett.